# Windows NT 3.1
Windows NT 3.1 je prvi Microsoftov operacijski sistem, ki temelji na novem NT jedru. Izšel je proizvajalcem 27. julija 1993. Poimenovanje, 3.1, je zato, da bi se ujemal s trenutnim, Windows 3.1 operacijskim sistemom, ki je bil takrat namenjen domačim uporabnikom. Izšel je v dveh različicah, Windows NT 3.1 in Windows NT Advanced Server.

## Združljivost z aplikacijami

### 16-bit Windows
Windows NT je imel 16-bitni združljivostni podsistem, imenovan Windows on Windows (WOW), ki je omogočal združljivost s prejšnjimi sistemi. Aplikacije, ki so potrebovale neposreden dostop do strojne opreme ali DOS-a, niso delovale. Vse 16-bitne aplikacije so delovale v enem WOW procesu. To je pomenilo, če je eden proces deloval nestabilno, se je celotem WOW sesul. Vendar se je operacijski sistem izoliral in se ga je lahko preprosto ubilo in zagnalo ponovno. To je bil pomemben korak v stabilnosti Windowsa.

### 32-bit Windows
Windows NT je predstavil Win32, 32-bitno vgraditev Windows API-ja. Win32 API je bil priložen Windows 95.

### OS/2
NT OS/2 je izšel kot Windows NT in je zelo združljiv z HPFS datotečnim sistemom.

### Internet Explorer
Microsoft je ponudil Internet Explorer, ki je deloval vse do različice 5.0. Tudi Internet Explorer 1.5 je deloval na Windows NT, vendar je izšel šele po izidu Internet Explorerja 2.0.